# Samson von Dol

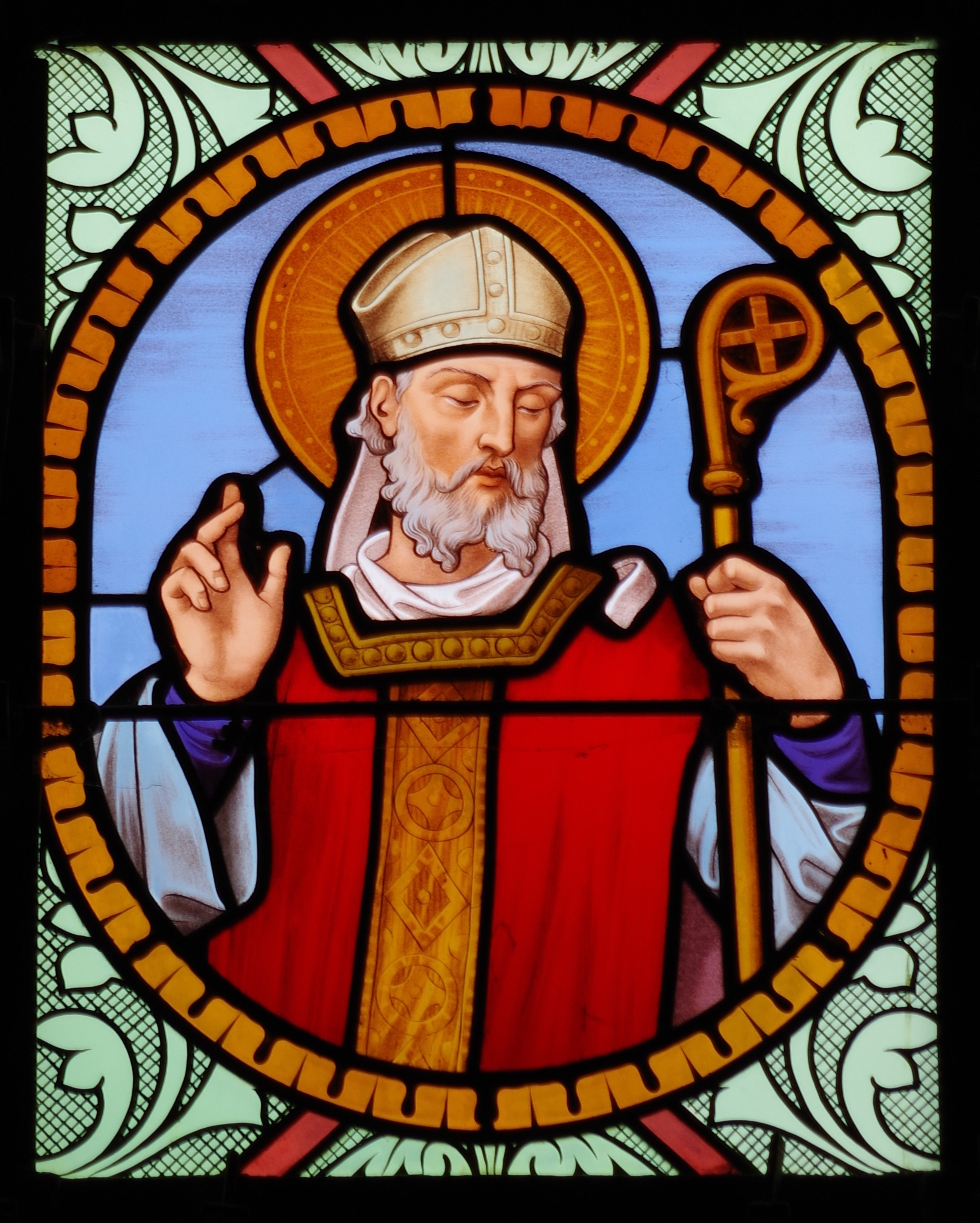
Bischof Samson von Dol

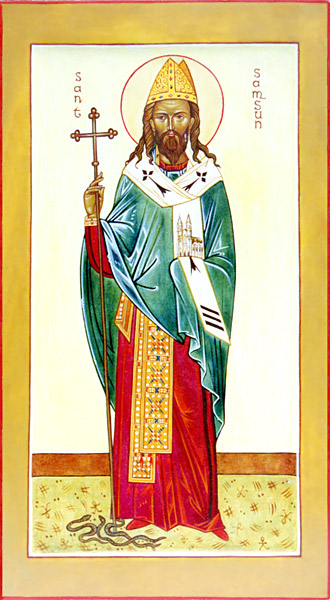
Hl. Samson von Dol

Samson von Dol (auch Sampson, * um 490; † 565(?)) war im 6. Jahrhundert angeblicher Gründer und erster Bischof der Stadt Dol-de-Bretagne. Er gilt – neben Maclovius von Aleth / bretonisch: Sant Maloù (Saint-Malo), Paternus von Vannes / bretonisch: Padern (Vannes), Briocus von Saint-Brieuc / bretonisch: Sant Brieg (Saint-Brieuc), Tugdual von Tréguier / bretonisch: Sant Tugdual a Dreger (Tréguier), Corentin / bretonisch: Sant Kaourintin a Gemper (Quimper) und Paulus Aurelianus / bretonisch: Pol Aurelian (Saint-Pol-de-Léon) – als einer der sieben nach ihrem Tod vom Volk als heilig verehrten Gründungsbischöfe der Bretagne. Sein Gedenktag ist der 28. Juli.

## Vita
Gemäß der im 7. oder 8. Jahrhundert entstandenen Vita Sancti Sampsonis stammte Samson aus einer Adelsfamilie in der Grafschaft Glamorgan in Wales. Nach seiner klösterlichen Ausbildung (Hildutus von Wales wird zuweilen als sein Lehrer genannt) wurde er von Bischof Dubritius von Llandaff zum Priester, später zum Abt und Bischof geweiht. Im Anschluss einer Reise nach Irland ging er nach Cornwall und schließlich in die Bretagne. Er erbaute die erste Kirche in Dol; auf der Synode von Paris (ca. 560) wurde er zum Bischof von Dol ernannt.

## Darstellung
Mittelalterliche Darstellungen des Heiligen sind nicht bekannt. Neuzeitliche Bildnisse (meist Glasfenster) zeigen ihn im Bischofsornat.

## Verehrung
Um das Jahr 930 wurden seine Reliquien wegen der Normanneninvasion nach Orléans übertragen (Reliquientranslation). Die heutige Kathedrale von Dol-de-Bretagne sowie mehrere Kirchen (darunter auch die von Clermont (Oise)) tragen sein Patrozinium. Mehrere Orte und Kirchen im Nordwesten Frankreichs, auf Guernsey sowie im Südwesten Englands sind nach ihm benannt.